# Cameron (cognome)
Cameron è un cognome di origine scozzese. 

## Etimologia
Cameron deriva dal gaelico scozzese cam-shron o cam sròn, che significa "naso storto" o "naso adunco" ed è il nome un clan scozzese, il Clan Cameron. Da questo cognome deriva il nome proprio di persona Cameron.

## Persone
- Basil Cameron, direttore d'orchestra britannico
- Bert Cameron, atleta giamaicano
- Candace Cameron, attrice statunitense
- Charles Cameron, architetto britannico
- David Cameron, politico britannico
- David Young Cameron, pittore e incisore britannico
- James Cameron, regista canadese
- Julia Margaret Cameron, fotografa britannica
- Kirk Cameron, attore e regista statunitense
- Matt Cameron, batterista statunitense
- Moira Cameron, militare britannica
- Pero Cameron, cestista neozelandese
- Peter Cameron, scrittore statunitense
- Dove Cameron, attrice statunitense
- Ken Cameron, regista australiano